# Szegedi Néprajzhallgatók Köre
A Szegedi Néprajzhallgatók Köre (SzNéK) a Szegedi Tudományegyetem Néprajzi és Kulturális Antropológiai Tanszéke nonprofit hallgatói szervezete; a szegedi néprajzi oktatás és kutatás szellemiségét támogató Solymossy Sándor Egyesület Ifjúsági Tagozata.

## Története
A Szegedi Néprajzhallgatók Köre (SzNéK) 2009. november 26-án alakult meg a Szegedi Tudományegyetem Néprajzi és Kulturális Antropológiai Tanszékén.

Alapítója és első titkára Börcsök Zsuzsanna, az alapítás időpontjában szegedi néprajz szakos hallgató. 

Az eredeti célkitűzés az volt, hogy legyen egy, a szegedi néprajzos hallgatókat tömörítő egyesület, ahogyan a Pécsi Tudományegyetem Néprajz-Kulturális Antropológia Tanszékén az Etnográfusok Pécsi Egyesülete (EPE). 

A SzNéK megszervezése során azonban az alapító(k) elvetették az egyesületi keretet, és körré szerveződtek. 

A Kör első elnevezése a Szegedi Néprajzosok Köre volt, ám a Solymossy Sándor Egyesület javaslatára átváltoztatták Szegedi Néprajzhallgatók Körére, ami jelzi, hogy a szervezet hallgatókból áll, és hallgatók "tartják fenn".
Kezdetben 24 diák vállalta, hogy a hallgatói tudományos tevékenység megszervezésében és koordinálásában részt vesz, lehetőséget biztosítva hallgatótársaiknak és maguknak a bemutatkozásra és önálló kutatások végzésére. Ezen túl, további célok is felmerültek, úgy, mint a diákok egyetemek közti együttműködése, találkozók szervezése.
Kezdetben 5 csoport alkotta a diákkört, amelynek vezetői kiegészülve a kör titkárával és elnökével egy 7 fős vezetőséget alkottak. A vezetők feladata a csoportok munkájának koordinálása és a tevékenységek meghatározása volt. A programcsoport feladata a programok megszervezése és lebonyolítása volt, az információs csoport segítette a kapcsolatteremtést és a kommunikáció gördülékenységét, a médiacsoport mindezek megjelenítését vállalta, míg a pályázati csoport az anyagi források megteremtésén munkálkodott, a pénztár pedig a pénzalap elosztását végezte.

### Változások
Körülbelül fél év után a Programcsoport kettévált, és Közösségi, illetve Szakmai Program Munkacsoporttá osztódott. Ezzel egyidőben a Média és az Információs Csoportok összeolvadtak, és Információs Csoportként működtek tovább. 2011. őszén új csoport alakult Külkapcsolati Csoport néven.

## Tagság
Levelező tagok: olyan tagok, akik már nem az egyetem hallgatói, de szeretnének részt venni a SzNéK munkájában, mintegy 'kívülről' segíteni azt. Nem vesznek részt az üléseken, és nem fizetnek tagdíjat sem.

Általános tagok: olyan tagok, akik nem kötelezik el magukat egy csoport mellett sem, de aktívan részt vesznek a Kör munkájában. Részt vesznek az üléseken, és tagdíjat fizetnek.

Csoporttagok: olyan tagok, akik elkötelezik magukat egy csoport mellett, és a csoportnak megfelelő, 'speciális' feladatokat végzik. Részt vesznek az üléseken, és tagdíjat fizetnek.

## Csoportok

### Közösségi Program Munkacsoport
Feladata: közösségépítő, kulturális és szórakoztató programok szervezése a szegedi Néprajzi és Kulturális Antropológiai Tanszék hallgatóinak, valamint újabb feladataik közé tartozik a néprajzos kisgólyák „beavatása”, tájékoztató és ismerkedési lehetőséget biztosító programok szervezése számukra.

Vezető: Jancsó Brigitta (BA. III. évfolyam)

Tagok: Csuri Szandra (BA. III. évfolyam), Meskó Dóra (BA. II. évfolyam), Moravszki Zsuzsanna (BA. III. évfolyam), Székely Anna (BA. III. évfolyam).

### Szakmai Program Munkacsoport
Feladata: a csoport konferenciák, szakmai előadások, beszélgetések, kiállítások és kutatások szervezésével foglalkozik. Célja a SzNéK tagjainak ösztönzése önálló vagy csoportos tudományos munkára, illetve lehetőséget próbál biztosítani azok prezentálására. 

Vezető: Szőnyi Vivien (BA. III. évfolyam)

Tagok: Mocsári Norbert (BA. II. évfolyam), Szűcs Brigitta (BA. III. évfolyam)

### Információs Csoport
Feladata: a programok, a SzNéK eseményeinek kommunikálása a tagok, és a tanszék hallgatói, oktatói felé.

Vezető: Takács Gergely (BA. III. évfolyam)

### Pályázati Csoport
Feladata: a hallgatókat érintő pályázatok ügyeinek intézése.

Vezető: Kukár Barnabás Manó (BA. III. évfolyam)

### Külkapcsolati Csoport
Feladata: kapcsolatteremtés a tanszéken kívüli eseményekkel, programokkal, szervezetekkel, múzeumokkal. 

Vezető: Törő Balázs (BA. III. évfolyam)

(A csoport jelenleg is szervezés alatt áll.)

A csoport a tervek szerint virtuálisan fog működni, hiszen tagjai lehetnek már végzett hallgatóik is, akik már nem a Szegedi Tudományegyetemen tanulnak, hanem máshol végzik a Master-szakot, esetleg már múzeumban dolgoznak.

## Pénztár
Gazdasági felelős: Alapvári Magdolna (BA. III. évfolyam) 

A Pénztár kezeli a SzNéK pénzügyeit: tagdíjak beszedését, valamint a kiadásokat.

Tagdíj: értéke 1500 Ft/félév. Minden általános és csoporttag köteles befizetni a félév elején meghatározott időpontig. A díj befizetése a tagság függvénye (kivéve levelező tagoknál).

Kiadások: a Kör a beszedett tagdíjakból finanszírozza az általa szervezett programokat.

## Vezetők

### Elnök
A SzNéK elnöke a kezdetektől fogva Mátéffy Atilla (MA. II. évfolyam). Szerepe protokolláris, feladata az új tagok és tisztségviselők felavatása.

### Titkár
A SzNéK jelenlegi titkára Apjok Vivien (BA III. évfolyam). Feladata a csoportok összefogása, az ülések levezetése, az események koordinálása, kapcsolattartás a Kör hallgatói és a tanszék oktatói között (adott esetben részvétel a Solymossy Sándor Egyesület ülésein).

## A kör működése
- Havonta egyszer Szegedi Néprajzhallgatók Köre gyűlés - minden általános és csoporttag részt vesz rajta. Megvitatásra kerülnek a legfontosabb események, megtörtént és tervezett programokról esik szó.
- A gyűlést a titkár vezeti, a csoport-beszámolókat a csoportvezetők teszik meg.
- Minden gyűlésen írnak jelenléti ívet.

## Programok
- Farsang
- Húsvét
- Félévzáró
- Tavaszköszöntő
- Kerekasztal-beszélgetések
- Gólyaavató és ismerkedési programsorozat
- Vendégelőadók
- Országos Néprajzos Találkozók (Balatonakali, Csólyospálos)

## Kapcsolatok

### Belföldi
A SzNéK folyamatos és jó kapcsolatot ápol a magyarországi egyetemek néprajzi tanszékeivel, különösen a budapesti Eötvös Loránd Tudományegyetem hallgatóival és oktatóival. Ezt bizonyítja számos közös program, többek között az Országos Néprajzos Találkozókon való közös részvétel.

### Külföldi
Jelenleg is folyamatban levő kapcsolat kiépítése Lengyelországgal.

## Külső hivatkozások
- Az SZTE BTK Néprajzi és Kulturális Antropológiai Tanszék honlapja